# Schottel-Ruderpropeller

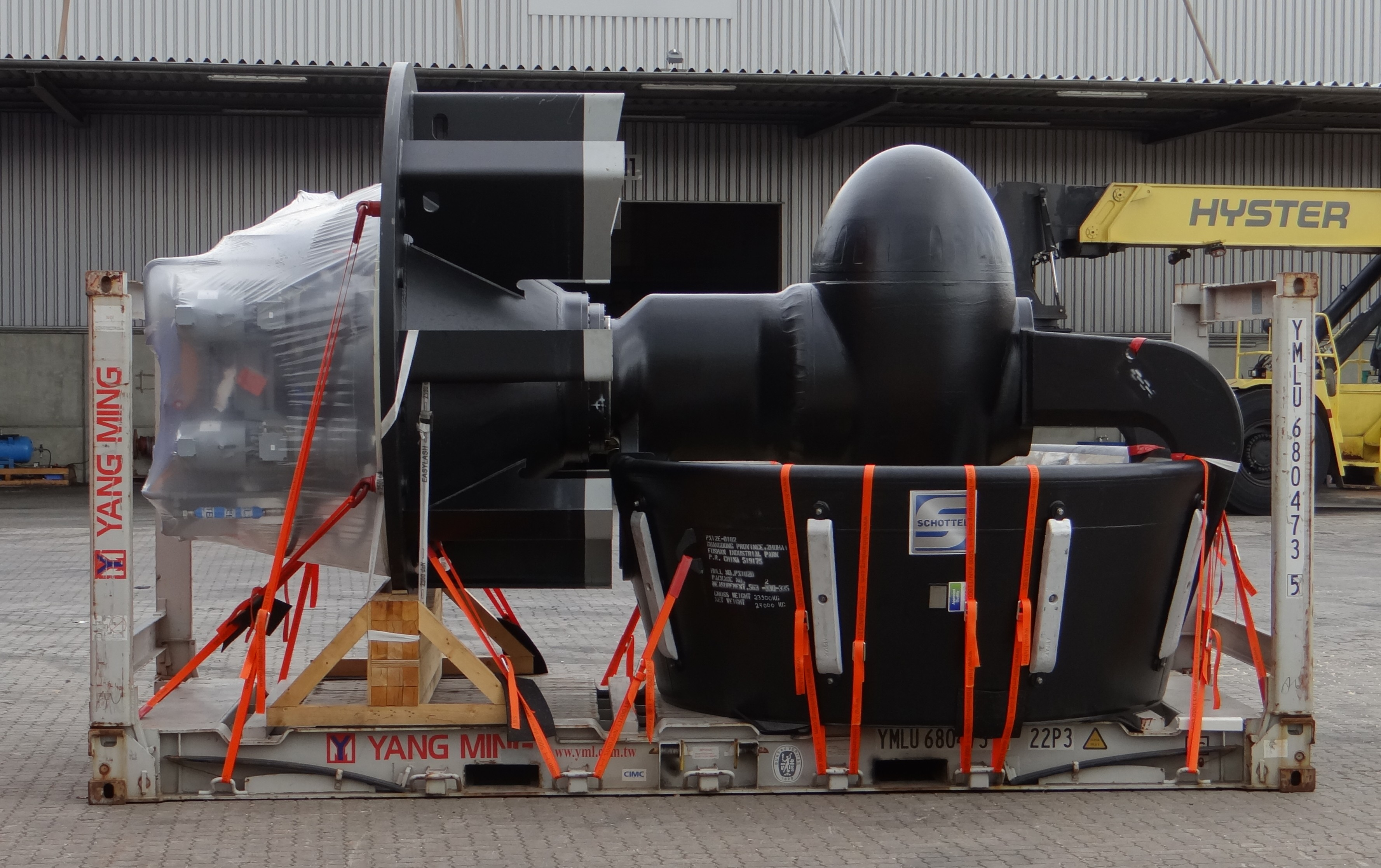
Ruderpropeller, liegend, beim Versand

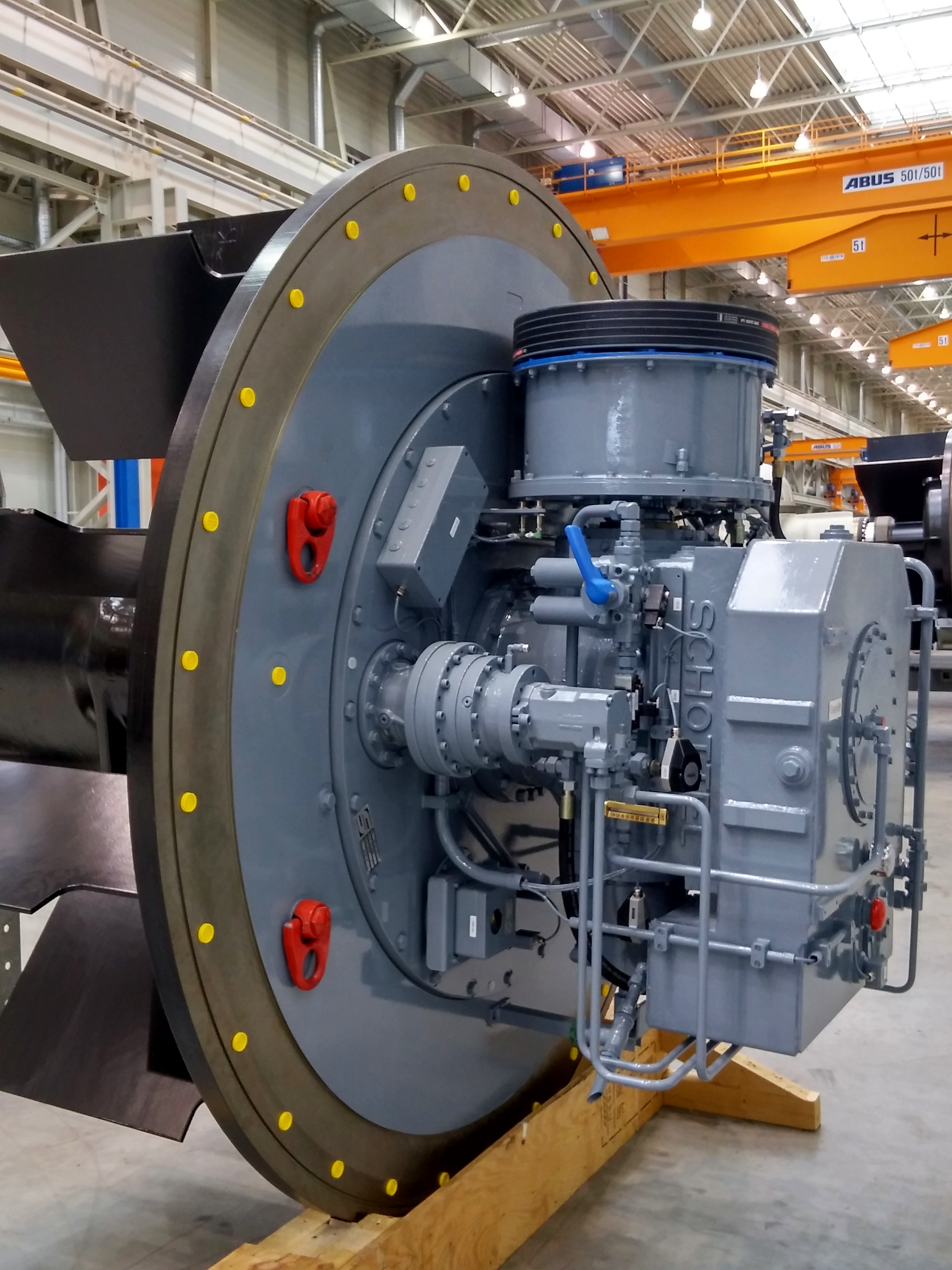
Oberwassergetriebe eines Ruderpropellers (Mod. SRP 1012)

Der Schottel-Ruderpropeller (kurz SRP) ist ein Antrieb für Wasserfahrzeuge, bei denen die Manövrierfähigkeit wichtiger als der Wirkungsgrad des Antriebs ist. Beispiele sind Schlepper, Fährschiffe und Amphibienfahrzeuge. Der Antrieb wurde in den 1950er Jahren von Josef Becker, dem Gründer der Schottel-Werft (später Schottel GmbH), als erste Anlage dieser Bauform entwickelt und patentiert. Im Jahr 2004 wurde Josef Becker für die Entwicklung des Schottel-Ruderpropellers posthum mit dem Elmer A. Sperry Award ausgezeichnet. Schottel-Ruderpropeller werden in verschiedenen Baugrößen und Ausführungen für Leistungen zwischen 150 und 4.500 kW hergestellt.
Weitere Hersteller von Ruderpropellersystemen sind Wärtsilä Lips (Drunen, Niederlande), Rolls-Royce Marine (Ulsteinvik, Norwegen), Kawasaki (Kōbe, Japan), Steerprop (Rauma, Finnland), Thrustmaster of Texas (Houston, USA) und Flowserve/Pleuger (Hamburg, Deutschland) oder ZF (Krimpen aan de Lek, Niederlande).
In der Binnenschifffahrt der DDR kamen die als Z-Antriebe benannten Anlagen vergleichbarer Bauart seit Mitte der 1950er Jahre zum Einsatz und zwar zunächst, um antriebslose Kähne mit geringem Aufwand zu Selbstfahrern (Motorschiffen) umbauen zu können.

## Funktion und Aufbau
Die Haupteigenschaft des Schottel-Ruderpropellers ist die Kombination aus Antrieb und Steuerung in einer Baueinheit. Da der Propellerschub durch das Schwenken der Gondel um 360° beliebig ausgerichtet werden kann, ist ein konventionelles Ruderblatt nicht mehr erforderlich. Zudem steht die Antriebsleistung bei jeder Gondelstellung zur Verfügung.
Ein Schottel-Ruderpropeller besteht im Regelfall aus folgenden Hauptkomponenten:
- Einbauflansch (auch als „Brunnenabdeckung“ oder „Brunnendeckel“ bezeichnet)
- Oberwassergetriebe (90°-Kegelradgetriebe)
- Steuerungsantrieb
- Tragrohr
- Steuerrohr
- Verbindungswelle
- Propellergondel mit Unterwassergetriebe (90°-Kegelradgetriebe)
- Propeller, wahlweise verstellbar und/oder mit Kortdüse

Bei der konventionellen Innenbordinstallation, wie sie beispielsweise bei Schleppern realisiert wird, erfolgt der Einbau einer Ruderpropelleranlage in einem runden Schacht, dem sogenannten „Brunnen“. Dieser wird mit dem Einbauflansch, der das Oberwassergetriebe, die Steuerungsantriebe und diverse Zusatzbaugruppen (Geber für Ruderlagenanzeiger) trägt, abgedeckt. Das unterhalb des Einbauflanschs montierte außenliegende Tragrohr umgibt das um die Hochachse drehbare, innenliegende Steuerrohr, an dem die Propellergondel montiert ist. Je nach Baugröße können Trag- und Steuerrohr auch als einzelnes Bauteil ausgeführt werden. Die mechanische Verbindung zwischen dem Oberwasser- und dem Unterwassergetriebe in der Propellergondel wird über eine Verbindungswelle hergestellt, die durch das Steuerrohr verläuft.
Der Kraftfluss vom Antriebsmotor verläuft meist über Kupplung und Gelenkwelle zunächst waagerecht zum Oberwassergetriebe. In diesem wird das Drehmoment um 90° nach unten umgelenkt und verläuft über die Verbindungswelle zum Unterwassergetriebe. Hier wird der Kraftfluss erneut um 90° umgelenkt und auf die waagerecht liegende Propellerwelle übertragen. Wellendichtringe verhindern den Eintritt von Wasser und den Austritt von Schmieröl. Bei diesem Kraftverlauf spricht man von einem Z-Antrieb. Beim Wegfall des Oberwassergetriebes und der Direktmontage eines Elektromotors kann der Schottel-Ruderpropeller auch als L-Antrieb ausgeführt werden ("Schottel Combi Drive" SCD). Der Propeller kann sowohl als Zug- als auch als Schubpropeller montiert sein. Je nach verwendetem Antriebsmotor können sowohl Fest- als auch Verstellpropeller zum Einsatz kommen.
Das Schwenken der Propellergondel um die Hochachse und damit das Steuern des Fahrzeuges erfolgt entweder über Mechanik (Rollenkette, Wellen) oder mittels Elektro- beziehungsweise Hydraulik-Getriebemotoren, die über Stirnräder auf das Steuerrohr wirken.

## Einbaubeispiele (Auswahl)

### Ziviler Einsatz
| Baujahr | Name              | Produkt          | Leistung                      | Auftraggeber/Eigner/Betreiber                           | Bemerkungen                                                                     |
| ------- | ----------------- | ---------------- | ----------------------------- | ------------------------------------------------------- | ------------------------------------------------------------------------------- |
| 1986    | Saipem 7000       | 4 × SRP 4500     | 4 × 4.500 kW (ges. 18.000 kW) | Micoperi Srl / Saipem S.p.A.                            | Schwimmkran, bei Ablieferung größte SRP-Einheit                                 |
| 1997    | Neuwerk           | 2 × SRP 3030     | 2 × 2.900 kW (ges. 05.800 kW) | Bundesministerium für Verkehr, Bau und Stadtentwicklung | Mehrzweckschiff                                                                 |
| 1999    | Fairplay-25       | 2 × SRP 1515 CPP | 2 × 2.025 kW (ges. 04.050 kW) | Fairplay Reederei GmbH                                  | ASD-Schlepper (Pfahlzug: 65 t)                                                  |
| 2000    | RT Magic          | 3 × SRP 1212 CPP | 3 × 1.560 kW (ges. 04.680 kW) | KOTUG                                                   | „Rotor“-Schlepper (Pfahlzug: 75 t) „Schiff des Jahres 2000“ in den Niederlanden |
| 2001    | FSPO Schiehallion | 2 × SRP 1212 LSU | 2 × 1.500 kW (ges. 03.000 kW) | BP Exploration                                          | Spezialschiff für die Offshore-Ölindustrie                                      |
| 2006    | Luz de Mar        | 2 × SRP 3040 CPP | 2 × 3.840 kW (ges. 07.680 kW) | Sociedad de Salvamento y Seguridad Marítima (SASEMAR)   | Bergungsschlepper (Pfahlzug: 128,5 t)                                           |
| 2006    | Hugh R. Sharp     | 2 × SRP 330      | 2 × 0.483 kW (ges. 00.970 kW) | University of Delaware                                  | Forschungsschiff für küstennahe Gewässer                                        |
| 2007    | Stadt Innsbruck   | 2 × SRP 170      | 2 × 0.294 kW (ges. 00.588 kW) | Achensee Schiffahrt-GmbH                                | Fahrgastschiff (Achensee)                                                       |
| 2007    | Poseidon          | 1 × SRP 110      | 1 × 0.200 kW                  | Stern und Kreisschiffahrt GmbH                          | Fahrgastschiff (Berlin)                                                         |
| 2010    | Überlingen        | 2 × STP 330      | 2 × 0.386 kW (ges. 00.772 kW) | Bodensee-Schiffsbetriebe                                | Fahrgastschiff (Bodensee)                                                       |

### Militärischer Einsatz

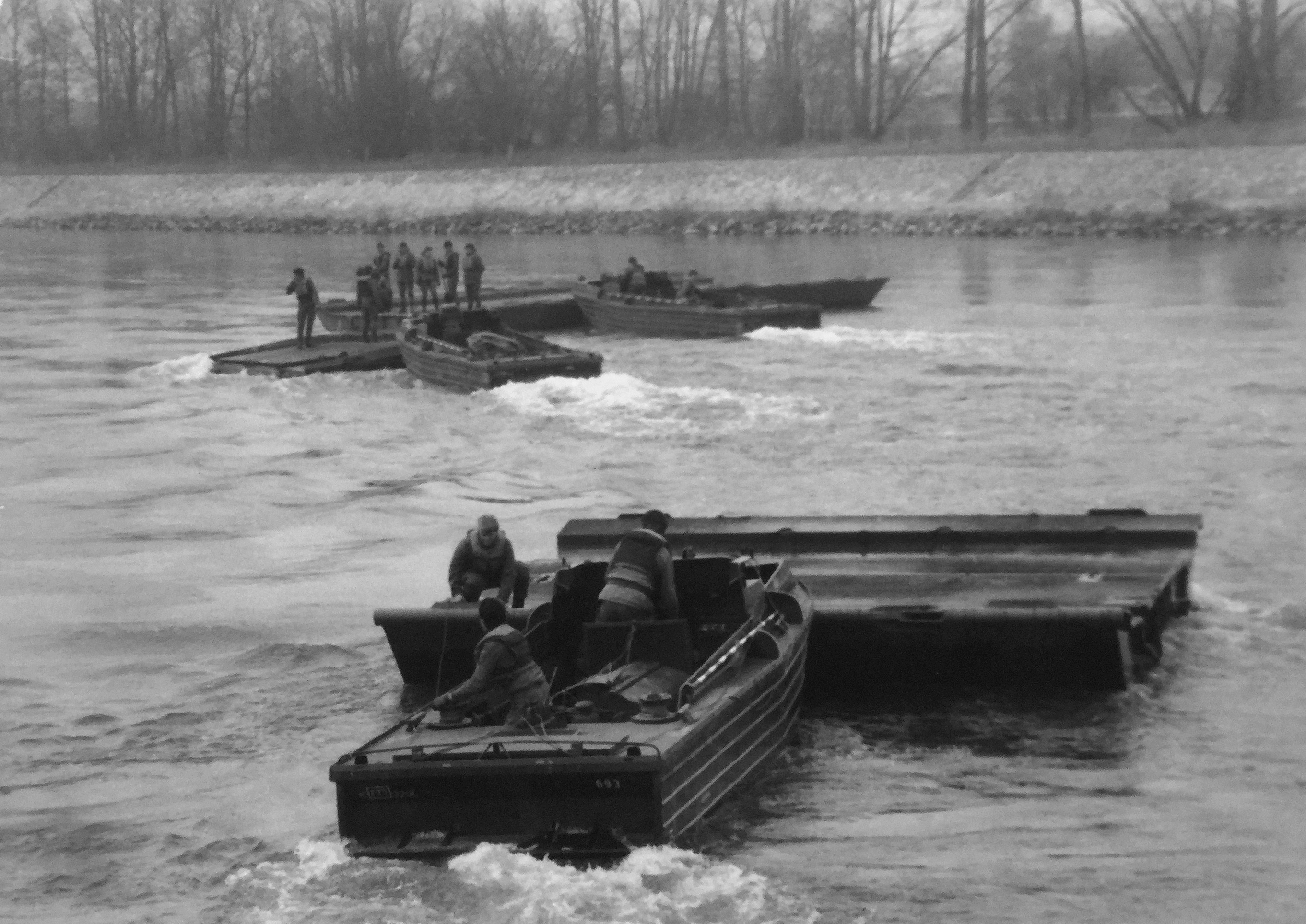
M-Boote (Vers. „klein“) der Bundeswehr beim Zusammenschwimmen einer Faltschwimmbrücke (1984)

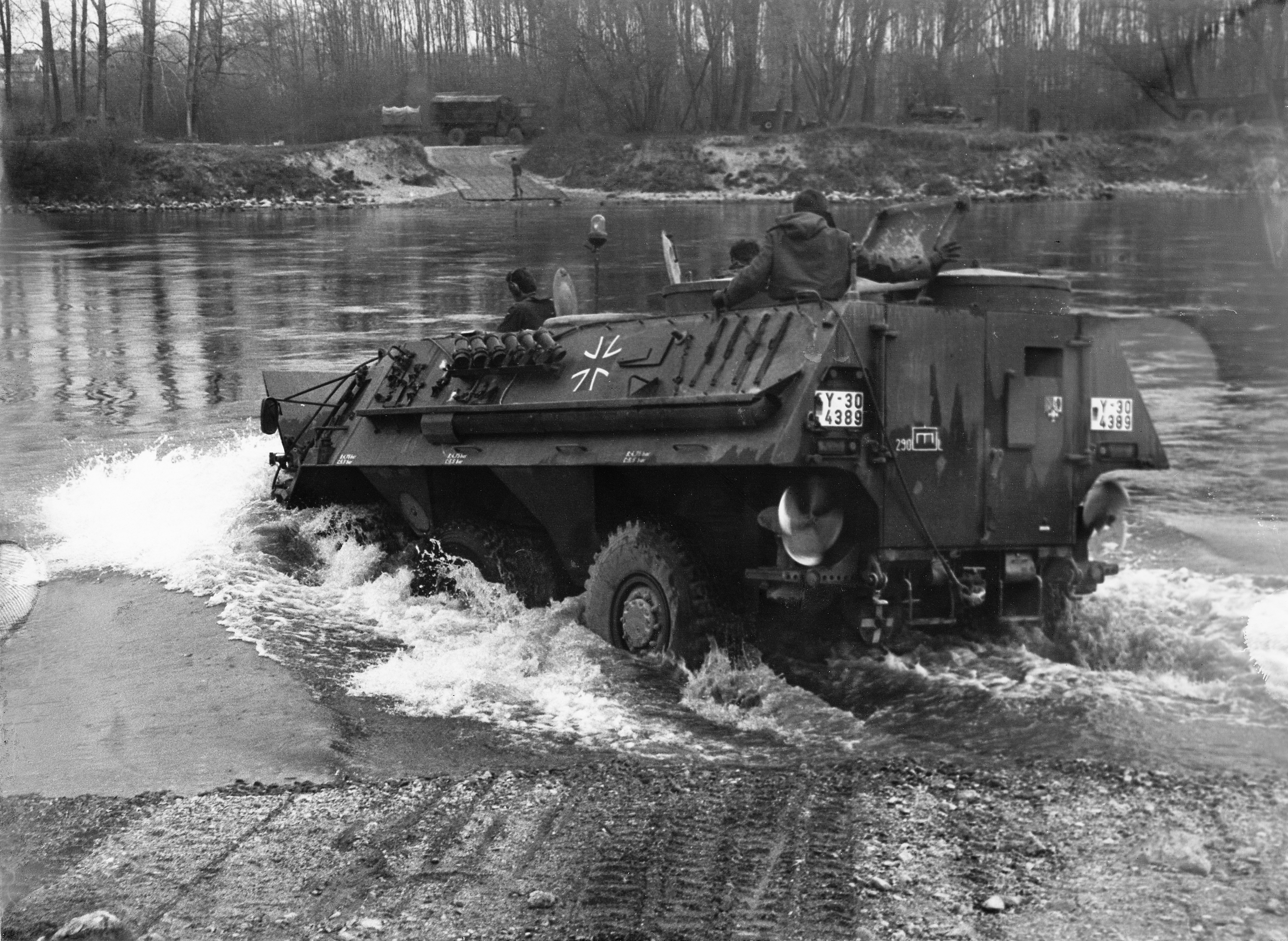
TPz Fuchs. Am Heck die laufenden SRP, die zum Einsatz um 180 Grad gedreht wurden. Donau/Großmehring 1984

Seit Beginn der 1960er Jahre produzierte die Schottel-Werft für die Bundeswehr das so genannte „M-Boot groß“ (offiziell: Boot, Kraft, – Schlepp), das bei der Pioniertruppe zum Schleppen und Schieben von Fähren und Brückenteilen eingesetzt wurde. Als Nachfolger entwickelte Schottel das „M-Boot klein“, das im Unterschied zum einpropellrigen Vorgänger mit zwei Schottel-Ruderpropellern ausgestattet war, einen geringeren Tiefgang hatte, eine höhere Wendigkeit aufwies, und speziell für den Bau der Faltschwimmbrücke entwickelt worden war. Ab der zweiten Hälfte der 1980er Jahre wurde das „M-Boot 3“ eingeführt, das im Gegensatz zu seinen Vorgängern nicht mehr über einen Ruderpropeller, sondern durch den „Schottel Pump-Jet“ (SPJ) angetrieben wurde.
Auch der TPz Fuchs wurde für den Einsatz in Gewässern von zwei SRP angetrieben.